# Forsyth (Illinois)
Forsyth – wieś w Stanach Zjednoczonych, w stanie Illinois, w hrabstwie Macon.